# Jean Rolin (cardenal)
Jean Rolin (Autun, 1408 - Cravant, 22 de junio de 1483) fue un cardenal de la Iglesia católica que se desempeñó como obispo de la ciudad de Borgoña. Era hijo de Nicolas Rolin, duque de Borgoña y señor de Authumes. El papa Nicolás V elevó a Jean al cardenalato con el título de Santo Stefano al Monte Celio como parte de un compromiso diplomático entre el Ducado de Borgoña y el Papado. Fue obispo de Chalon-sur-Saône en 1431, y obispo de Autun en 1436. Era un patrón de las artes, apoyando el trabajo de un ilustrador anónimo conocido como su maestro.